# Passerina leclancherii
El colorín ventridorado, colorín pecho naranja, colorín pechinaranja o azulillo pechinaranja (Passerina leclancherii) es una especie de ave paseriforme de la familia Cardinalidae endémica del occidente y sur de México.
Los adultos miden 12 cm. Los machos tienen el plumaje de las partes dorsales predominantemente azul, con corona verde y una mancha también verde en la espalda. Las partes ventrales y la máscara son amarillo brillante, con el pecho color naranja. Las hembras son pardo oliváceo en el dorso y amarillo limón en las partes ventrales; un anillo ocular es también amarillo.
Su hábitat natural son bosques y vegetación arbustiva de zonas subtropicales semisecas. Se distribuye en la vertiente del Pacífico de la Sierra Madre del Sur, desde Jalisco hasta Oaxaca, también en el sur del Istmo de Tehuantepec y la vertiente pacífica del estado de Chiapas.